# Colleen Loach
Colleen Erin Loach (Sherbrooke, 10 de abril de 1983) es una jinete canadiense que compite en la modalidad de concurso completo. Ganó tres medallas en los Juegos Panamericanos entre los años 2015 y 2023.

## Palmarés internacional
| Juegos Panamericanos | Juegos Panamericanos | Juegos Panamericanos | Juegos Panamericanos |
| Año                  | Lugar                | Medalla              | Categoría            |
| -------------------- | -------------------- | -------------------- | -------------------- |
| 2015                 | Toronto (Canadá)     | Medalla de bronce    | Por equipos          |
| 2019                 | Lima (Perú)          | Medalla de bronce    | Por equipos          |
| 2023                 | Santiago (Chile)     | Medalla de oro       | Por equipos          |